# فضيحة شون
تتعلق فضيحة شون بالفيزيائي الألماني يان هندريك شون (من مواليد أغسطس 1970 في فردن نيدرزاكسن، ساكسونيا السفلى، ألمانيا) حيث برز لفترة وجيزة بعد سلسلة من النجاحات المزعمة في أشباه الموصلات واكتشف لاحقًا أنها احتيالية. قبل أن يفتضح أمره حصل شون على جائزتي كلونج فيلهلمي للعلوم للفيزياء وبراونشفايغ عام 2001 بالإضافة إلى جائزة الباحث الشاب المتميز لجمعية أبحاث المواد في عام 2002 وتم إلغاء كليهما لاحقًا. 
أثارت الفضيحة نقاشًا في المجتمع العلمي حول درجة مسؤولية المؤلفين المشاركين والمراجعين للمقالات العلمية. تمحور النقاش حول ما إذا كانت مراجعة الأقران، المصممة تقليديًا للعثور على الأخطاء وتحديد مدى ملاءمة وأصالة المقالات، يجب أن تكون مطلوبة أيضًا للكشف عن الاحتيال المتعمد.

## الارتقاء للصدارة
كان مجال بحث شون هو فيزياء المادة المكثفة وتكنولوجيا النانو. فحصل على الدكتوراه من جامعة كونستانز عام 1997، وفي أواخر عام 1997 تم تعيينه من قبل مختبرات بل في نيو جيرسي بالولايات المتحدة. عمل على الإلكترونيات التي تم فيها استبدال العناصر التقليدية شبه الموصلة (مثل السيليكون) بمواد عضوية بلورية. يمكن لبعض المواد العضوية المعينة توصيل التيارات الكهربائية، وفي ترانزستور تأثير المجال يمكن تقليل التوصيل أو إيقاف تشغيله تمامًا وفقًا للجهد الكهربائي المطبق، مما يوفر الوظيفة الأساسية للمضخم الإلكتروني. وادعى شون نتائج مذهلة تتجاوز بكثير أي شيء تم تحقيقه حتى ذلك الحين باستخدام المواد العضوية. أكدت قياساته في معظم الحالات تنبؤات نظرية مختلفة، على سبيل المثال، يمكن تصنيع المواد العضوية لعرض الموصلية الفائقة أو استخدامها في الليزر. نُشرت النتائج في دوريات علمية بارزة من بينها مجلتا Science and Nature واكتسبت اهتمامًا عالميًا. ومع ذلك، لم تنجح أي مجموعة بحثية في أي مكان في العالم في إعادة إنتاج النتائج التي ادعى شون.
سنة 2001 كان شون ينشر بمعدل ورقة بحثية واحدة كل ثمانية أيام. وفي ذلك العام نشر في مجلة نيتشر أنه أنتج ترانزستور على المستوى الجزيئي. وادعى أنه استخدم طبقة رقيقة من جزيئات الصبغة العضوية لتجميع دائرة كهربائية، عند تعريضها لتيار كهربائي تعمل كترانزستور.
كانت الآثار المترتبة على عمله مهمة وكان يمكن أن تكون بداية الابتعاد عن الإلكترونيات القائمة على السيليكون ونحو الإلكترونيات العضوية. وسيسمح للرقائق بالاستمرار في الانكماش بعد النقطة التي ينكسر فيها السيليكون، وبالتالي سيستمر قانون مور لفترة أطول بكثير مما هو متوقع حاليًا. كما وسيقلل بشكل كبير من تكلفة الإلكترونيات.
العنصر الأساسي في مشاهدة شون الناجحة المزعومة للظواهر الفيزيائية المختلفة في المواد العضوية في إعداد الترانزستورتحديدا كان طبقة رقيقة من أكسيد الألومنيوم، والتي أدرجها شون في الترانزستورات باستخدام مرافق مختبر جامعة كونستانز في ألمانيا. على الرغم من أن المعدات والمواد المستخدمة كانت شائعة الاستخدام من قبل المختبرات في جميع أنحاء العالم، لم ينجح أحد في تحضير طبقات أكسيد الألومنيوم ذات الجودة المماثلة كما ادعى شون. 

## الادعاءات والتحقيق
كما روى دان أجين في كتابه علم زائف (بالإنجليزية: Junk Science: An Overdue Indictment of Government, Industry, and Faith Groups That Twist Science for Their Own Gain)‏ بعد فترة وجيزة من نشر شون لعمله على أشباه الموصلات أحادية الجزيء، زعم آخرون في مجتمع الفيزياء أن بياناته تحتوي على شذوذ. لاحظت كل من جوليا هسو ولين لو عدة مشاكل في ورقة شون التي تصف تجميع الترانزستورات الجزيئية أثناء محاولتهما تسجيل براءة اختراع للبحث في الطباعة الحجرية وأدركا بالصدفة استخدام شون لبيانات مكررة. حاولت هسو ولو إجراء تجارب أولية لجمع الأدلة على براءات الاختراع الخاصة بهم، لكنهم اعتمدوا على النتائج العلمية لعمل شون. لم يحدث هذا إلا في 19 أبريل 2002 عندما كانت لو وهسو تجتمعان مع محامي براءات الاختراع جون مكابي ولاحظا البيانات المكررة.  لاحظت ليديا سون من جامعة برينستون أن تجربتين تم إجراؤهما في درجات حرارة مختلفة جدًا كانت الضوضاء فيهما متطابقة وهذا مستحيل.  عندما أشار محررو مجلة نيتشر ذلك لشون، ادعى أنه عرض نفس الرسم البياني عن طريق الخطأ مرتين. ثم وجد بول ماكوين من جامعة كورنيل نفس الضوضاء في ورقة تصف تجربة ثالثة. كشفت المزيد من الأبحاث التي أجراها ماكوين ولين لو وغيرهما من علماء الفيزياء عن عدد من الأمثلة للبيانات المكررة في عمل شون. أثارت هذا سلسلة من ردود الفعل التي قادت بسرعة شركة لوسنت (التي تدير معامل بل) لبدء تحقيق رسمي.
في مايو 2002، شكلت معامل بل لجنة للتحقيق برئاسة مالكولم بيسلي من جامعة ستانفورد. حصلت اللجنة على معلومات من جميع المؤلفين المشاركين لشون وأجرت مقابلات مع الثلاثة الرئيسيين (زينان باو وبرترام باتلوغ وكريستسيان كلوك). وفحصت المسودات الإلكترونية للمنشورات المتنازع عليها، والتي تضمنت بيانات رقمية معالجة. طلبت اللجنة نسخًا من البيانات الأولية، لكنها وجدت أن شون لم يحتفظ بدفاتره المعملية، ومسح ملفات البيانات الأولية من جهاز الكمبيوتر. وفقًا لشون، تم مسح الملفات لأن مساحة القرص الصلب محدودة على جهازه. بالإضافة إلى ذلك، تخلص من جميع عيناته التجريبية أو إتلافها بشكل لا يمكن إصلاحه. 
في 25 سبتمبر 2002 أصدرت اللجنة تقريرها علنًا.  تضمن التقرير تفاصيل 24 ادعاء بسوء التصرف. وجدت أدلة على إساءة التصرف العلمي في 16 منهم على الأقل. ووجدت أن مجموعات البيانات الكاملة قد أعيد استخدامها في عدد من التجارب المختلفة. ووجد أيضًا أن بعض الرسوم البيانية الخاصة به والتي يُزعم أنها تم رسمها من البيانات التجريبية قد تم إنتاجها باستخدام دالات رياضية.
وخلص التقرير إلى أن شون وحده هو من ارتكب هذه الأخطاء، وتمت تبرئة جميع المؤلفين المشاركين (بما في ذلك بيرترام باتلوج وكان رئيس الفريق حينها) من سوء استخدام العلم. أثار هذا جدلاً واسع النطاق  في المجتمع العلمي حول تقاسم المسؤلية عن سوء السلوك بين المؤلفين المشاركين، لا سيما عندما يتشاركون جزءًا كبيرًا من الفضل. 

## التداعيات والعقوبات
أقر شون بأن البيانات كانت خاطئة في معظم المقالات.  وادعى أن الاستبدال حدث سهوا. وأغفل بعض البيانات وذكر أنه فعل ذلك لإظهار المزيد من الأدلة المقنعة للسلوك الذي لاحظه.
قام باحثون في جامعة دلفت للتكنولوجيا ومركز أبحاث توماس جيه واتسون منذ ذلك الحين بإجراء تجارب مماثلة لتجارب شون دون تحقيق نتائج مماثلة.  ومن قبل أن تصبح الادعاءات علنية، فشلت عدة مجموعات بحثية في إعادة إنتاج معظم نتائجه في مجال فيزياء المواد الجزيئية العضوية.  
عاد شون إلى ألمانيا وعمل في شركة هندسية. 
في يونيو 2004، أصدرت جامعة كونستانس بيانًا صحفيًا جاء فيه أن إلغاء درجة الدكتوراه التي حصل عليها شون بسبب «سلوكه المشين». ووصف المتحدث باسم قسم الفيزياء وولفجانج ديتريتش هذه القضية بأنها «أكبر عملية احتيال في الفيزياء خلال الخمسين عامًا الماضية» وقال إن «لقد أضرّت بمصداقية العلم». استأنف شون الحكم، وأيدته الجامعة في 28 أكتوبر 2009. رداً على ذلك، رفع شون دعوى قضائية ضد الجامعة ومثل أمام المحكمة للإدلاء بشهادته في 23 سبتمبر 2010. ونقضت المحكمة قرار الجامعة في 27 سبتمبر 2010. واستأنفت الجامعة في نوفمبر 2010 حكم المحكمة. قضت محكمة الولاية في سبتمبر 2011 بأن الجامعة كانت على صواب في إلغاء الدكتوراه. أيدت المحكمة الإدارية الاتحادية قرار محكمة الولاية في يوليو 2013 وأكدته المحكمة الدستورية الاتحادية في سبتمبر 2014.
في غضون ذلك، في أكتوبر 2004، أعلنت مؤسسة البحوث الألمانية عن عقوبات ضده. حُرم من حقه النشط في التصويت في انتخابات المؤسسة أو العمل في لجانها لمدة ثماني سنوات. خلال تلك الفترة، لم يكن شون قادرًا أيضًا على العمل كمراجع أقران أو التقدم بطلب للحصول على موارد مالية.

## مقالات المجلات المسحوبة
مجلة العلوم في 31 أكتوبر 2002 سحبت ثمانية مقالات كتبها شون: 
- J. H. Schön؛ S. Berg؛ Ch. Kloc؛ B. Batlogg (2000). "Ambipolar Pentacene Field-Effect Transistors and Inverters". Science. ج. 287 ع. 5455: 1022–3. Bibcode:2000Sci...287.1022S. DOI:10.1126/science.287.5455.1022. PMID:10669410. (Retracted)
- J. H. Schön؛ Ch. Kloc؛ R. C. Haddon؛ B. Batlogg (2000). "A Superconducting Field-Effect Switch". Science. ج. 288 ع. 5466: 656–8. DOI:10.1126/science.288.5466.656. PMID:10784445. مؤرشف من الأصل في 2023-04-08. (Retracted)
- J. H. Schön؛ Ch. Kloc؛ B. Batlogg (2000). "Fractional Quantum Hall Effect in Organic Molecular Semiconductors". Science. ج. 288 ع. 5475: 2338–40. DOI:10.1126/science.288.5475.2338. PMID:17769842. (Retracted)
- J. H. Schön؛ Ch. Kloc؛ A. Dodabalapur؛ B. Batlogg (2000). "An Organic Solid State Injection Laser". Science. ج. 289 ع. 5479: 599–601. Bibcode:2000Sci...289..599S. DOI:10.1126/science.289.5479.599. PMID:10915617. (Retracted)
- J. H. Schön؛ Ch. Kloc؛ B. Batlogg (2000). "A Light-Emitting Field-Effect Transistor". Science. ج. 290 ع. 5493: 963–6. Bibcode:2000Sci...290..963S. DOI:10.1126/science.290.5493.963. PMID:11062124. (Retracted)
- J. H. Schön؛ Ch. Kloc؛ H. Y. Hwang؛ B. Batlogg (2001). "Josephson Junctions with Tunable Weak Links". Science. ج. 292 ع. 5515: 252–4. DOI:10.1126/science.1058812. PMID:11303093. (Retracted)
- J. H. Schön؛ A. Dodabalapur؛ Ch. Kloc؛ B. Batlogg (2001). "High-Temperature Superconductivity in Lattice-Expanded C60". Science. ج. 293 ع. 5539: 2432–4. Bibcode:2001Sci...293.2432S. DOI:10.1126/science.1064773. PMID:11533443. (Retracted)
- J. H. Schön؛ Ch. Kloc؛ A. Dodabalapur؛ B. Batlogg (2001). "Field-Effect Modulation of the Conductance of Single Molecules". Science. ج. 294 ع. 5549: 2138–40. DOI:10.1126/science.1066171. PMID:11701891. (Retracted)

سحبت مجلة فيزيكال ريفيو في 20 ديسمبر 2002 ستة مقالات كتبها شون:  
- J. H. Schön؛ Ch. Kloc؛ B. Batlogg (2001). "Hole transport in pentacene single crystals". Physical Review B. ج. 63 ع. 24: 245201. Bibcode:2001PhRvB..63x5201S. DOI:10.1103/PhysRevB.63.245201. (Retracted)
- J. H. Schön؛ Ch. Kloc؛ R. Laudise؛ B. Batlogg (1998). "Electrical properties of single crystals of rigid rodlike conjugated molecules". Physical Review B. ج. 58 ع. 19: 12952–12957. Bibcode:1998PhRvB..5812952S. DOI:10.1103/PhysRevB.58.12952. (Retracted)
- J. H. Schön؛ Ch. Kloc؛ B. Batlogg (2000). "Mobile iodine dopants in organic semiconductors". Physical Review B. ج. 61 ع. 16: 10803–10806. Bibcode:2000PhRvB..6110803S. DOI:10.1103/PhysRevB.61.10803. (Retracted)
- J. H. Schön؛ Ch. Kloc؛ D. Fichou؛ B. Batlogg (2001). "Conjugation length dependence of the charge transport in oligothiophene single crystals". Physical Review B. ج. 64 ع. 3: 035209. Bibcode:2001PhRvB..64c5209S. DOI:10.1103/PhysRevB.64.035209. (Retracted)
- J. H. Schön؛ Ch. Kloc؛ B. Batlogg (2001). "Low-temperature transport in high-mobility polycrystalline pentacene field-effect transistors". Physical Review B. ج. 63 ع. 12: 125304. Bibcode:2001PhRvB..63l5304S. DOI:10.1103/PhysRevB.63.125304. (Retracted)
- J. H. Schön؛ Ch. Kloc؛ B. Batlogg (2001). "Universal Crossover from Band to Hopping Conduction in Molecular Organic Semiconductors". Physical Review Letters. ج. 86 ع. 17: 3843–6. Bibcode:2001PhRvL..86.3843S. DOI:10.1103/PhysRevLett.86.3843. PMID:11329338. (Retracted)

رسائل الفيزياء التطبيقية في 24 فبراير 2003 سحبت أربع مقالات كتبها شون:    
- J. H. Schön؛ Z. Bao (2002). "Nanoscale organic transistors based on self-assembled monolayers". Applied Physics Letters. ج. 80 ع. 5: 847. Bibcode:2002ApPhL..80..847S. DOI:10.1063/1.1445804. (Retracted)
- J. H. Schön؛ C. Kloc (2001). "Fast organic electronic circuits based on ambipolar pentacene field-effect transistors". Applied Physics Letters. ج. 79 ع. 24: 4043. Bibcode:2001ApPhL..79.4043S. DOI:10.1063/1.1426684. (Retracted)
- J. H. Schön (2001). "Plastic Josephson junctions". Applied Physics Letters. ج. 79 ع. 4: 2208–2210. Bibcode:2001ApPhL..79.2208S. DOI:10.1063/1.1408277. (Retracted)
- J. H. Schön؛ C. Kloc؛ B. Batlogg (2000). "Perylene: A promising organic field-effect transistor material". Applied Physics Letters. ج. 77 ع. 23: 3776. Bibcode:2000ApPhL..77.3776S. DOI:10.1063/1.1329634. (Retracted)

سحبت مجلة نيتشر في 5 مارس 2003 سبع مقالات كتبها شون: 
- J. H. Schön؛ M. Dorget؛ F. C. Beuran؛ X. Z. Zu؛ E. Arushanov؛ C. Deville Cavellin؛ M. Laguës (2001). "Superconductivity in CaCuO2 as a result of field-effect doping". Nature. ج. 414 ع. 6862: 434–6. Bibcode:2001Natur.414..434S. DOI:10.1038/35106539. PMID:11719801. (Retracted)
- J. H. Schön؛ Ch. Kloc؛ T. Siegrist؛ M. Steigerwald؛ C. Svensson؛ B. Batlogg (2001). "Superconductivity in single crystals of the fullerene C70". Nature. ج. 413 ع. 6858: 831–3. Bibcode:2001Natur.413..831S. DOI:10.1038/35101577. PMID:11677603. (Retracted)
- J. H. Schön؛ H. Meng؛ Z. Bao (2001). "Self-assembled monolayer organic field-effect transistors". Nature. ج. 413 ع. 6857: 713–6. Bibcode:2001Natur.413..713S. DOI:10.1038/35099520. PMID:11607026. (Retracted)
- J. H. Schön؛ A. Dodabalapur؛ Z. Bao؛ Ch. Kloc؛ O. Schenker؛ B. Batlogg (2001). "Gate-induced superconductivity in a solution-processed organic polymer film". Nature. ج. 410 ع. 6825: 189–92. Bibcode:2001Natur.410..189S. DOI:10.1038/35065565. PMID:11242074. (Retracted)
- J. H. Schön؛ Ch. Kloc؛ B. Batlogg (2000). "Superconductivity at 52 K in hole-doped C60". Nature. ج. 408 ع. 6812: 549–52. Bibcode:2000Natur.408..549S. DOI:10.1038/35046008. PMID:11117735. (Retracted)
- J. H. Schön؛ Ch. Kloc؛ B. Batlogg (2000). "Superconductivity in molecular crystals induced by charge injection". Nature. ج. 406 ع. 6797: 702–4. Bibcode:2000Natur.406..702S. DOI:10.1038/35021011. PMID:10963589. (Retracted)
- J. H. Schön؛ Ch. Kloc؛ E. Bucher؛ B. Batlogg (2000). "Efficient organic photovoltaic diodes based on doped pentacene". Nature. ج. 403 ع. 6768: 408–10. Bibcode:2000Natur.403..408S. DOI:10.1038/35000172. PMID:10667788. (Retracted)

مواد متطورة في 20 مارس 2003 سحبت مقالتين كتبها شون: 
- J. H. Schön؛ H. Meng؛ Z. Bao (2002). "Self-Assembled Monolayer Transistors". Advanced Materials. ج. 14 ع. 4: 323–326. DOI:10.1002/1521-4095(20020219)14:4<323::AID-ADMA323>3.0.CO;2-5. (Retracted)
- J. H. Schön؛ C. Kloc؛ J. Wildeman؛ G. Hadziinoannou (2001). "Gate-Induced Superconductivity in Oligophenylenevinylene Single Crystals". Advanced Materials. ج. 13 ع. 16: 1273–1274. DOI:10.1002/1521-4095(200108)13:16<1273::AID-ADMA1273>3.0.CO;2-P. (Retracted)

سحبت مجلة ساينس في 2 مايو 2003 مقالة أخرى كتبها شون: 
- J. H. Schön؛ M. Dorget؛ F. C. Beuran؛ X. Z. Xu؛ E. Arushanov؛ M. Laguës؛ C. Deville Cavellin (2001). "Field-Induced Superconductivity in a Spin-Ladder Cuprate". Science. ج. 293 ع. 5539: 2430–2. Bibcode:2001Sci...293.2430S. DOI:10.1126/science.1064204. PMID:11577230. (Retracted)

## مقالات صحفية أخرى مشكوك فيها
نقلت إشعارات التراجع في 24 فبراير 2003 في رسائل الفيزياء التطبيقية مخاوف بشأن سبع مقالات كتبها شون ونشرت في رسائل الفيزياء التطبيقية :    
- J. H. Schön؛ Z. Bao (2002). "Organic insulator/semiconductor heterostructure monolayer transistors". Applied Physics Letters. ج. 80 ع. 2: 332. Bibcode:2002ApPhL..80..332S. DOI:10.1063/1.1431697.
- J. H. Schön؛ Ch. Kloc؛ A. Dodabalapur؛ B. Crone (2001). "Grain boundary transport and vapor sensing in α-sexithiophene". Applied Physics Letters. ج. 79 ع. 24: 3965. Bibcode:2001ApPhL..79.3965S. DOI:10.1063/1.1423787.
- J. H. Schön؛ C. Kloc (2001). "Charge transport through a single tetracene grain boundary". Applied Physics Letters. ج. 78 ع. 24: 3821. Bibcode:2001ApPhL..78.3821S. DOI:10.1063/1.1379986.
- J. H. Schön؛ C. Kloc (2001). "Organic metal–semiconductor field-effect phototransistors". Applied Physics Letters. ج. 78 ع. 22: 3538. Bibcode:2001ApPhL..78.3538S. DOI:10.1063/1.1376666.
- J. H. Schön؛ C. Kloc؛ B. Batlogg (2000). "Efficient photovoltaic energy conversion in pentacene-based heterojunctions". Applied Physics Letters. ج. 77 ع. 16: 2473. Bibcode:2000ApPhL..77.2473S. DOI:10.1063/1.1318234.
- J. H. Schön؛ C. Kloc؛ B. Batlogg (1999). "Reversible gas doping of bulk α-hexathiophene". Applied Physics Letters. ج. 75 ع. 11: 1556. Bibcode:1999ApPhL..75.1556S. DOI:10.1063/1.124753.
- J. H. Schön؛ Ch. Kloc؛ R. A. Laudise؛ B. Batlogg (1998). "Surface and bulk mobilities of oligothiophene single crystals". Applied Physics Letters. ج. 73 ع. 24: 3574. Bibcode:1998ApPhL..73.3574S. DOI:10.1063/1.122828.

يشير إشعار التراجع من 20 مارس 2003 في Advanced Materials إلى مخاوف بشأن مقالة أخرى كتبها شون: 
- J. H. Schön؛ C. Kloc؛ Z. Bao؛ B. Batlogg (2000). "Electron Transport in Fluorinated Copper-Phthalocyanine". Advanced Materials. ج. 12 ع. 20: 1539–1542. DOI:10.1002/1521-4095(200010)12:20<1539::AID-ADMA1539>3.0.CO;2-S.

- قضية بوجدانوف (في عام 2002)
- هوانج وو سوك (جدل حول الخلايا الجذعية الجنينية البشرية عام 2005)
- Haruko Obokata (جدل خلايا STAP في 2014)
- قائمة الأخطاء التجريبية والاحتيال في الفيزياء
- قائمة بحوادث سوء السلوك العلمي
- البلاستيك الرائع: كيف هزت أكبر عملية احتيال في الفيزياء العالم العلمي
- سوء السلوك العلمي

## روابط خارجية
- "Bell Labs announces results of inquiry into research misconduct" (Press release). مختبرات بل. 25 سبتمبر 2002. مؤرشف من الأصل في 2016-04-17.
- "The Dark Secret of Hendrik Schön – programme summary". بي بي سي. 5 فبراير 2004. مؤرشف من الأصل في 2018-08-31.
- يكتشف التحقيق أن أحد علماء الفيزياء لوسنت شارك في فيزياء سوء السلوك العلمي اليوم ، 2002
- تقرير NPR Science Friday (10/18/2002)
- "An Interview with Eugenie Samuel Reich". سيجما كاي. يونيو 2009. مؤرشف من الأصل في 2012-09-07. المؤلف الذي أجرى مقابلات مع 126 من العلماء ومحرري المجلات حول عمليات الاحتيال التي تعرض لها شون.